# Kathrine Kleveland
Kathrine Kleveland (nascida a 7 de abril de 1966) é uma política norueguesa.
A partir de 2014, ela presidiu à organização Não à UE. Ela foi eleita representante no Storting pelo círculo eleitoral de Vestfold para o período 2021-2025, pelo Partido do Centro.